# Oolambeyan-Nationalpark
Der Oolambeyan-Nationalpark ist ein Nationalpark im Süden des australischen Bundesstaates New South Wales, 46 km südöstlich von Hay in der Riverina-Region. Der Park ist 22.231 ha groß.
Die Oolambeyan Station war privates Weideland für Merinoschafe, das im November 2001 von der Regierung von New South Wales aufgekauft wurde.
Im Park kann man die alte Schafzuchtstation besichtigen, die von Weideland und lichtem Wald umgeben ist. Die Besucher können beobachten und lernen, wie Schafe gehütet und geschoren werden. Auf dem Weide- und Waldland sind viele Vogelarten und Kängurus zu sehen.